# Pensiero di Kant
Lo scopo principale del pensiero di Immanuel Kant è quello di identificare le condizioni entro le quali una conoscenza possa essere ritenuta valida sia nel campo delle nuove scienze della natura sia in quelle tradizionali della metafisica, dell'etica, della religione e dell'estetica.
1. Che cosa posso sapere?
2. Che cosa devo fare?
3. Che cosa ho diritto di sperare?[1]»

Nella matematica e nella fisica l'uomo esprime giudizi universali e necessari indipendentemente dai dati diretti dell'esperienza sensibile. L'illuminismo aveva visto in questo il segno evidente di ciò a cui può giungere la ragione, ma lo scetticismo di Hume aveva contestato i fondamenti teorici della moderna scienza galileiana e newtoniana. Kant sente quindi l'esigenza di ritrovare sicure basi teoriche e di identificare i fondamenti filosofici che rendono possibile all'uomo il trascendere i dati empirici immediati, limitati e contingenti con l'obiettivo di giungere a conoscenze universali e necessarie.
La metafisica era giunta alla conclusione di potersi porre come una vera e propria scienza in grado di offrire all'uomo verità certe. Kant si domanda se questo avventurarsi della ragione oltre i limiti dell'esperienza sia un percorso coerente e certo per comprendere e dare fondamento alle idee metafisiche di Dio, dell'immortalità dell'anima, delle leggi morali universali.
Kant, seguendo l'impronta illuministica del suo tempo, crede che tutte queste problematiche possano risolversi solo sottoponendole all'esame critico della ragione:

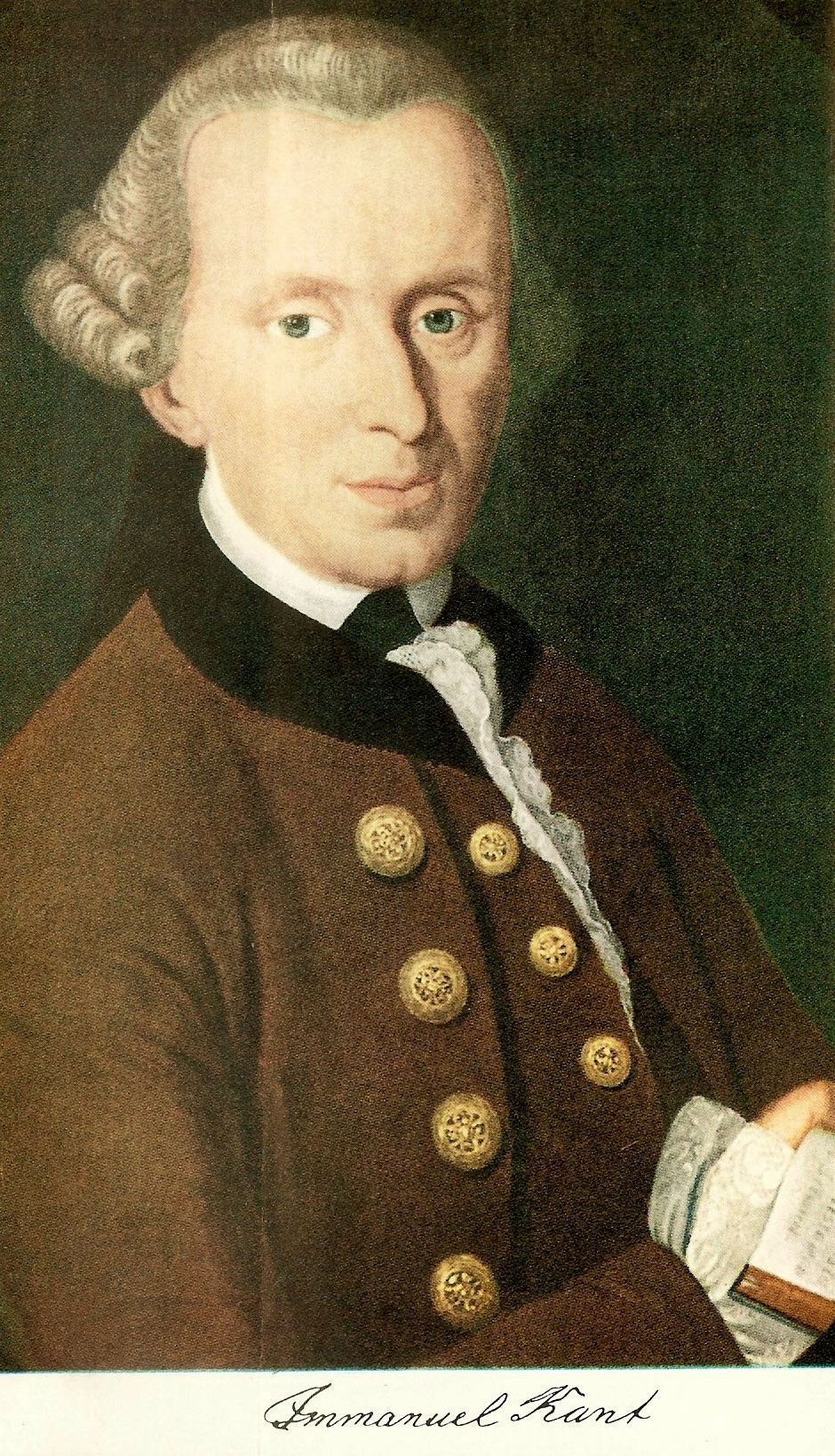
Ritratto e firma di Kant

## Le fasi del pensiero kantiano
La filosofia di Kant si può dividere in due grandi momenti: il periodo definito "precritico", che arriva fino alla "gran luce" del 1769, propedeutica alla pubblicazione della Dissertatio nel 1770, e il periodo cosiddetto "critico" (dal 1771 al 1790), che comprende la Critica della ragion pura (1781), la Critica della ragion pratica (1788) e la Critica del Giudizio (1790).
Nell'ultima fase del suo pensiero Kant si orientò sempre di più verso gli interessi teologici con due opere fondamentali del suo pensiero maturo: La religione entro i limiti della semplice ragione, del 1793, e La metafisica dei costumi, del 1797. Segue nel 1798 L'antropologia dal punto di vista pragmatico e altre opere minori. Lasciò infine una grande mole di appunti di carattere gnoseologico ed epistemologico nota come Opus Postumum, rinvenuta presso gli eredi nel 1858, e che fu, solo in parte, pubblicata nel 1882-84 dal discepolo Rudolf Reicke.
Durante la fase pre-critica Kant mantiene un pensiero filosofico che oscilla fra il Razionalismo e l'Empirismo di Hume al quale Kant riconosce il merito di averlo svegliato dal "sonno dogmatico" quando "sognava" e credeva al dogma che la metafisica potesse offrire una vera conoscenza:
Attraverso quella che sarà definita una "rivoluzione copernicana", Kant aprirà una nuova era per la filosofia indirizzata a ricercare la verità abbandonando la metafisica, mutando prospettiva, così come per conoscere la verità Copernico la ricercò non nel moto apparente dei cieli ma in quello reale della Terra.
Nel 1770 pubblica infatti la dissertazione De mundi sensibilis atque intelligibilis forma et principiis, comunemente detta Dissertazione, che lascia intravedere i primi originali sviluppi della nuova filosofia critica kantiana. La Dissertazione segna pertanto una tappa fondamentale per lo sviluppo del suo pensiero, e può essere vista come una sorta di trait d'union tra la vecchia filosofia e la nuova filosofia critica che Kant delineerà compiutamente, ben undici anni dopo, con la Critica della ragion pura nel 1781.

## LaCritica della ragion pura

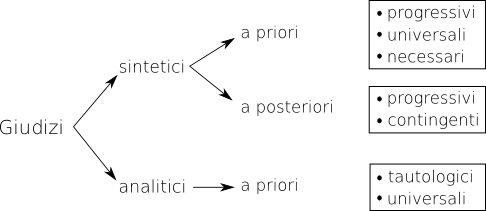
Schema sui giudizi kantiani

Il tema principale trattato da Kant nella Critica della ragion pura è quello della conoscenza e della correlazione sussistente tra metafisica e scienza. L'interrogativo che si pone è come siano possibili la matematica e la fisica, in quanto scienze, e la metafisica, in quanto aspirazione naturale a verità definitive, che la fa ingannevolmente concepire come una scienza.
Lo strumento per risolvere questi problemi è indicato nello stesso titolo dell'opera:
- Critica = dal greco κριτική (τέχνη) (critiché tèchne) «arte del giudicare» significa "analisi", "giudizio". Così Kant la descrive:

La ragione quindi istituirà un "tribunale" per giudicare la ragione nelle sue pretese conoscitive, ma a giudicare la ragione è la ragione stessa, quindi essa assumerà il doppio compito di "giudice" e "imputato" come appare dal senso della preposizione "della".
- Della = con il sostantivo seguente esprime un genitivo oggettivo e soggettivo cioè compie e subisce l'azione.
- Ragione = «[Vi è chi] si fa garante di estendere la ragione umana di là di ogni confine dell'esperienza possibile laddove io modestamente confesso che ciò supera totalmente il mio potere; e invece mi attengo semplicemente alla ragione stessa e al suo pensiero puro...[6]»
- Pura: significa che precede l'esperienza, non è derivante dall'esperienza.

L'attività conoscitiva della ragione, analizzata indipendentemente dall'esperienza sensibile, comporta allora un esame condotto secondo i canoni della Logica formale tradizionale. La conoscenza nella Logica avviene tramite il giudizio che corrisponde all'unione di un predicato e un soggetto tramite una copula. Vi sono tre tipi di giudizi: quelli analitici a priori, i giudizi sintetici a posteriori e i giudizi sintetici a priori.

### Il giudizio analitico a priori
I giudizi analitici a priori sono tautologici perché affermano solamente ciò che è già noto e quindi non danno alcuna informazione aggiuntiva, sono universali e necessari ma non ampliano la conoscenza. L'esempio kantiano «Il triangolo ha tre angoli» è un giudizio analitico. Se io analizzo, scompongo il soggetto (triangolo) vedo che esso è costituito da diverse caratteristiche connesse col concetto stesso di triangolo: ha tre angoli, ha tre lati. Di queste caratteristiche, che conosco senza averne fatto esperienza (a priori), ne metto in evidenza una (ha tre angoli) nel predicato dove dunque non si dice niente di nuovo rispetto al soggetto. Un giudizio analitico può, semmai, aiutare a comprendere più facilmente i concetti impliciti contenuti in un soggetto ma non dà nuove informazioni e non ha un carattere produttivo; è però universale, vale per tutti gli uomini dotati di ragione, e necessario, una volta affermato non può più essere negato. Se dico che il triangolo ha tre angoli rimarrò fisso per sempre a quest'affermazione. Questo è il tipo di giudizio usato dai razionalisti.

### Il giudizio sintetico a posteriori
Il giudizio sintetico accresce il mio conoscere, aggiungendo qualcosa di nuovo.
Nel giudizio sintetico, così chiamato perché si può pronunciare in sintesi, in unione con l'esperienza, la connessione fra soggetto e predicato viene pensata "senza identità": il predicato contiene qualcosa di nuovo che non è compreso nel concetto del soggetto, come nell'esempio "alcuni corpi sono pesanti". Infatti alcuni corpi sono pesanti altri leggeri. Il fatto cioè che certi corpi siano leggeri non è compreso nel soggetto "corpi". L'elemento nuovo della "leggerezza" si potrà riscontrare solo dopo averne fatto esperienza.
Si ricordi che l'esempio kantiano si rifà ad Aristotele, per il quale alcuni corpi - terra e acqua - sono per natura pesanti, mentre altri - aria e fuoco - sono per loro natura leggeri.
Il predicato, nel giudizio sintetico, è collegato al soggetto in forza dell'esperienza: i giudizi sintetici sono dunque a posteriori, si possono pronunciare solo dopo aver fatto esperienza e per questo essendo collegati alla sensibilità non hanno universalità e necessità ma sono estensivi della conoscenza. Questo è il tipo di giudizio usato dagli empiristi.

### Il giudizio sintetico a priori
Il giudizio sintetico a priori è un giudizio che, pur ampliando la conoscenza, perché aggiunge nel predicato (come nel caso dei giudizi sintetici a posteriori) qualcosa di nuovo che non è implicito nel soggetto, presenta i caratteri di universalità e necessità, non essendo derivato dall'esperienza (infatti è a priori).
L'esempio kantiano di 7 più 5 uguale 12 mostra come il predicato (dodici) non è compreso, come nei giudizi analitici, nel soggetto, ma c'è qualcosa di più: il rapporto di addizione che in 5 e in 7 presi di per sé non hanno. Dunque questo giudizio per un verso non dipende dall'esperienza, e quindi è necessario e universale, e per altro verso nel predicato dice qualcosa che non era contenuto nel soggetto e quindi è estensivo della conoscenza.
I giudizi sintetici a priori sono i fondamenti su cui poggia la scienza poiché accrescono il sapere (in quanto sintetici), ma non necessitano di essere riconfermati ogni volta dall'esperienza perché universali e necessari. In questo caso Kant ha una posizione nettamente distinta da quella di Hume, in quanto il filosofo scozzese, essendo empirista, riterrebbe necessaria ogni volta una conferma giacché a suo parere non si sarebbe in grado di dire che le cose in futuro non potrebbero cambiare.
Appartengono a questa categoria, e sono quindi le scienze per eccellenza: la matematica pura (che include sia l'aritmetica, sia la geometria) e la fisica pura. Quest'ultima è fondata anche sul concetto di causalità, che, demolito da Hume, recupera la sua dignità gnoseologica.

### La conoscenza umana
Giunto a questo punto Kant stabilisce un nuovo sistema conoscitivo per determinare l'origine dei giudizi sintetici a priori, se questi non derivano dall'esperienza. Questa nuova teoria della conoscenza è una sintesi di materia (empirica) e forma (razionale).
La materia è «la molteplicità caotica e mutevole delle impressioni sensibili che provengono dall'esperienza». La forma invece è la legge che ordina la materia sensibile indipendentemente dalla sensibilità. In questo modo la realtà non modella la nostra mente su di sé, ma è la mente che modella la realtà attraverso le forme tramite cui la percepisce.
Il senso comune erroneamente crede che l'uomo quando conosce adatti i suoi schemi mentali agli oggetti recependone i dati sensibili che da questi provengono: in realtà il nostro intelletto non si limita a una funzione passiva ma esercita un'attività critica e deduttiva modellando la realtà secondo forme necessarie e universali caratteristiche delle leggi naturali.
| « Quando Galilei fece rotolare le sue sfere su un piano inclinato con un peso scelto da lui stesso, e Torricelli fece sopportare all’aria un peso che egli stesso sapeva già uguale a quello di una colonna d’acqua conosciuta [...] fu una rivelazione luminosa per tutti gli investigatori della natura. Essi compresero che la ragione vede solo ciò che lei stessa produce secondo il proprio disegno, e che [...] essa deve costringere la natura a rispondere alle sue domande; e non lasciarsi guidare da lei, per dir così, colle redini; perché altrimenti le nostre osservazioni, fatte a caso e senza un disegno prestabilito, non metterebbero capo a una legge necessaria. » |
| (Kant, Prefazione alla Critica della ragion pura [1787], Laterza, Roma-Bari 2000) |

Come Copernico aveva messo il Sole, e non la Terra, al centro dell'universo, così Kant intendeva ora collocare il soggetto umano al centro del processo conoscitivo. Prima della rivoluzione era l'uomo (soggetto) a doversi adattare alla natura (oggetto), adesso col ribaltamento dei ruoli sarà la natura a doversi adattare all'uomo. Questa nuova concezione fu tra l'altro determinante per la nascita della corrente idealista tedesca che da Kant prese le mosse.
La realtà come ci appare in base alle forme a priori è il fenomeno, mentre la realtà in sé, così com'è, è indipendente da noi ed è inconoscibile.
Kant definisce quindi la conoscenza come ciò che scaturisce da tre facoltà: la sensibilità, l'intelletto e la ragione.
- La sensibilità è la facoltà con cui percepiamo i fenomeni e poggia su due forme a priori, lo spazio e il tempo.
- L'intelletto è invece la facoltà con cui pensiamo i dati sensibili tramite i concetti puri o categorie.
- La ragione è la facoltà attraverso la quale cerchiamo di spiegare la realtà oltre il limite dell'esperienza tramite le tre idee di anima, mondo e Dio, ossia rispettivamente, la totalità dei fenomeni interni, la totalità dei fenomeni esterni e l'unione delle due totalità.

Su questa tripartizione del processo conoscitivo si articola la Critica della ragione pura suddivisa in dottrina degli elementi e dottrina del metodo.
La prima si occupa di studiare le tre facoltà conoscitive tramite l'estetica trascendentale (sensibilità) e la logica trascendentale, a sua volta suddivisa in analitica (intelletto) e dialettica (ragione).
La suddivisione della Critica della ragion pura può essere così rappresentata schematicamente:

## Dottrina trascendentale degli elementi

### Estetica trascendentale
Kant usa il termine "estetica" nel suo significato etimologico: aisthesis che in greco significa "sensazione", "percezione". Infatti, in questa parte della Critica, Kant si occupa della sensibilità e delle sue forme a priori. La sensibilità svolge due ruoli nel processo conoscitivo. Il primo di questi è recettivo (passivo) ed è il procedimento attraverso cui prende i propri contenuti dalla realtà esterna. In seguito la sensibilità svolge il suo secondo ruolo (attivo) e cioè riordina le informazioni empiriche tramite le forme a priori. Queste sono lo spazio e il tempo. Lo spazio è la forma del senso esterno e si occupa dell'intuizione della sola disposizione delle cose esterne. Il tempo è la forma del senso interno che regola intuitivamente la successione delle cose interne.

#### Le funzioni trascendentali a priori
In Kant il termine trascendentale indica il meccanismo "formale" della conoscenza, a prescindere cioè dal contenuto di essa. Kant infatti vuole spiegare non che cosa si conosce, ma come avviene la conoscenza, ossia definire i presupposti teorici che rendono possibile la conoscenza.
Essa è per un verso passiva, in quanto si basa su dati sensibili che noi acquisiamo passivamente; ma per altro verso è attiva, poiché siamo dotati di "funzioni trascendentali", di modi di funzionamento dell'intelletto che automaticamente si attivano nel momento stesso in cui riceviamo i dati sensibili. Nel caso del primo grado del conoscere, l'intuizione, noi mettiamo istantaneamente in azione le funzioni di spazio e tempo; cioè discriminiamo, selezioniamo attivamente i dati sensibili nello spazio e nel tempo.
Questi modi di funzionamento della conoscenza sensibile non sono un'attività ulteriore che noi mettiamo in esecuzione, ma peculiarità specifiche del nostro stesso intelletto.
Kant inoltre afferma che le funzioni trascendentali hanno caratteristiche di "necessità" - poiché la nostra ragione le mette necessariamente in azione tanto che anche se volessimo non potremmo fare a meno di usarle -, e di "universalità", perché appartengono, allo stesso modo, a tutti gli uomini dotati di ragione.
Dette funzioni - spazio e tempo, nel caso dell'intuizione -, sono dunque da sempre presenti prima ancora di ricevere il primo dato sensibile, in quanto non sono altro che il modo di funzionare della nostra ragione. Infatti entrano subito in azione non appena si riceve il primissimo dato sensibile.
Esse non vanno confuse con gli "universali" ricavati dall'esperienza, perché sono presenti prima dell'esperienza e non vanno neppure identificate con le idee innate, le quali si presentano dotate di un contenuto (come ad esempio l'idea innata di Dio), che le funzioni, invece, non hanno.
Possiamo dunque affermare che esse sono a priori, precedono, cioè, l'esperienza, ovvero la "trascendono", in quanto "stanno al di là" dell'esperienza stessa; ma allo stesso tempo sono "immanenti", in quanto esse diventano reali, acquistano valore effettivo, e il loro funzionamento da potenziale diviene attuale, solo quando si "incarnano" con i dati sensibili.
Pertanto, si potrebbe definire il "trascendentale" come una sintesi di "immanente" e "trascendente".

#### Spazio e tempo
Spazio e tempo, secondo Kant,
- sono forme "pure" a priori dell'intuizione, che sussistono prima di ogni esperienza, entro le quali connettiamo i dati fenomenici; sono quindi "funzioni", ovvero modi di funzionamento della nostra mente;
- sono trascendentali, in quanto, pur acquistando senso e significato solo se riferiti all'esperienza, tuttavia non appartengono a quest'ultima poiché esistono, come a priori, prima dell'esperienza;
- sono inoltre necessari, dato che sono imprescindibili per la conoscenza empirica;
- sono infine universali, poiché appartengono a tutti gli uomini dotati di ragione.

Spazio e tempo hanno quindi natura intuitiva in quanto non concepiamo lo spazio attraverso le percezioni sensibili dei diversi oggetti spaziali, ma intuiamo i vari spazi, riferiti agli oggetti, come un unico spazio.
Secondo Kant quindi la matematica e la geometria sono sintetiche in quanto riferibili a dati sensibili e a priori, in quanto la loro validità è indipendente dall'esperienza ed estensive della conoscenza. La geometria usa intuitivamente lo spazio e la matematica fa lo stesso con il tempo, basandosi sulla successione dei numeri, senza ricavarli da altro.
Di conseguenza, essendo aritmetica e geometria basate su spazio e tempo, così come la sensibilità umana, esse possono essere applicate al mondo fenomenico.

### Logica trascendentale
La logica trascendentale è determinata dalle forme a priori dell'intelletto: le cosiddette 12 categorie. Essa si divide in: Analitica Trascendentale e Dialettica Trascendentale.

#### Analitica trascendentale
L'Analitica trascendentale studia l'intelletto e le sue forme a priori.
Kant ritiene che le intuizioni siano delle affezioni (passive) mentre i concetti puri (categorie) sono funzioni (attive) che riordinano e unificano più rappresentazioni.
I concetti possono essere empirici, cioè derivare dall'esperienza, o puri (categorie), cioè essere contenuti a priori dall'intelletto. Ciascun concetto è il predicato di un giudizio possibile (esempio: il metallo [soggetto] è un corpo [predicato]) e tutti questi sono posti in alcune caselle a priori che sono i concetti puri.
I concetti puri vengono chiamati da Kant categorie sull'esempio aristotelico. Tuttavia Kant ne elimina alcune che non hanno a che fare con l'intelletto puro ma con modi della sensibilità pura (tempo e luogo) e anche un modo empirico (moto) e alcuni concetti derivati (azione e passione). Differentemente da Aristotele, per il quale le categorie sono principi del pensiero logico e della realtà, quelle kantiane sono modi di funzionamento dell'intelletto che svolgono una funzione trascendentale di ordinamento dei fenomeni nel senso che sono forme a priori, indipendenti da ogni esperienza ma che nello stesso tempo acquistano valore e significato solo quando si applicano all'esperienza stessa. A ciascun giudizio Kant fa coincidere una categoria.

#### L'io penso
Dopo aver formulato questa teoria, Kant ne deve dimostrare la validità (deduzione trascendentale). In questo caso il termine deduzione implica la dimostrazione della legittimità di una pretesa di fatto. La deduzione riguarda le cose come le giudichiamo e non le cose come sono in realtà.
Per giustificare quindi quel che ci garantisce che la natura obbedirà alle categorie, manifestandosi in esperienza come noi crediamo, Kant procede secondo questo ragionamento:
1. l'unificazione del molteplice non è fatta dalla sensibilità (che è passiva), ma da un'attività sintetica che ha sede nell'intelletto;
2. distinguendo l'unificazione dall'unità, Kant identifica la suprema unità fondatrice della conoscenza con il centro mentale unificatore, denominato "Io penso", che è comune a tutte le persone ed è quindi universale;
3. l'io penso opera tramite i giudizi e cioè il modo in cui il molteplice dell'intuizione viene pensato;
4. i giudizi si basano sulle categorie, cioè sui vari modi in cui l'io penso agisce.

Di conseguenza un oggetto non può essere pensato senza ricorrere alle categorie.
Riassumendo:
- tutti i pensieri presuppongono l'io penso;
- l'io penso opera tramite le categorie;
- tutti gli oggetti pensati presuppongono le categorie.

L'io penso è quindi il principio supremo della conoscenza umana, ma non deve essere inteso come creatore della realtà, ma solo come colui che l'ordina:
L'io penso, che nella concezione kantiana è definito come «legislatore della natura», è alla base della validità delle leggi scientifiche. Galilei e Torricelli, osserva Kant, non si sono limitati a osservare casualmente i dati empirici ma hanno indagato la natura con ipotesi da essi stessi costruite, facendo sì che l'esperienza si conformasse all'intelletto umano; quest'ultimo con le categorie ha imposto le sue leggi all'esperienza, che ne è stata convalidata in modo tale che la natura non potrà più contraddirla:

#### Lo schematismo trascendentale
Se tra la sensibilità e l'intelletto vi è un'assoluta eterogeneità in quanto la sensibilità ci dà conoscenze a posteriori molteplici e disordinate mentre l'intelletto elabora conoscenze a priori ordinate dalle categorie, occorre trovare un elemento mediatore che giustifichi come l'intelletto possa dare leggi ai dati sensibili senza essere da loro condizionato.
Questo fattore di mediazione è il tempo che opera tramite schemi trascendentali (schematismo) per i quali l'immaginazione trascendentale (che per Kant è la facoltà intermedia tra intelletto e sensibilità) si attiva nei confronti di una categoria. Se per esempio prendiamo la categoria della causalità con essa possiamo stabilire un rapporto causa effetto tra i dati sensibili in quanto li abbiamo visti come cronologicamente successivi; vale a dire che se mettiamo in atto la categoria della causalità riferendola ai dati sensibili questo avviene perché tale operazione è stata resa possibile dallo schema trascendentale della successione. Così anche per la categoria della sostanza che avrà come schema trascendentale quello della permanenza nel tempo di un particolare dato sensibile che verrà assunto dall'intelletto come elemento sostanziale.

#### Il noumeno
Il conoscere ha come limite l'esperienza, in quanto, procedendo oltre questa, non vi sono prove della sua fondatezza. Noi possiamo quindi solo conoscere la realtà fenomenica, cioè la realtà per-noi, ma mai la realtà in-sé. Per pensarlo dovremo ricorrere alle categorie ma allora rientrerebbe nel campo fenomenico e non sarebbe più la cosa in sé.
Kant identifica l'"in-sé" con il termine noumeno dal greco νοoύμενον (nooúmenon, "ciò che viene pensato") che egli riprende da alcuni filosofi classici, i quali lo usavano però in opposizione a "sensibilità" più che a "fenomeno".
Il noumeno è l'"oggetto della pura intelligenza", la "cosa in sé" prima ancora che si manifesti come fenomeno.
Il concetto di noumeno è uno dei più controversi della filosofia kantiana e ha dato luogo a interpretazioni diverse ma, seguendo la seconda edizione della Critica, il noumeno può essere inteso:
- in senso negativo, l'oggetto che non ricade sotto l'intuizione sensibile, la cosa in sé;
- in senso positivo, è l'oggetto di una intuizione non sensibile ‘intuizione intellettiva’, l'intuizione, cioè, di un intelletto superiore a quello umano (capace di conoscere le cose in sé stesse).

In modo certo Kant sostiene che solo la prima accezione è accettabile: «Il concetto di noumeno è dunque solo un concetto limite (Grenzbegriff), per circoscrivere le pretese della sensibilità, e di uso, perciò, puramente negativo.»

#### Dialettica trascendentale
In quest'ultima parte dell'opera Kant si occupa del problema della metafisica come scienza.
Il termine "dialettica" (διαλεκτικὴ τέχνὴ, propriamente «arte dialogica»), che inizialmente indicava il metodo per scegliere gli argomenti più idonei per sostenere una tesi e persuadere un interlocutore, assume con Kant (che riprende il significato negativo introdotto da Aristotele) il significato di logica della parvenza, arte sofistica in grado di dare alle proprie illusioni l'aspetto della verità, a prescindere dal sapere fondato.
Ritorna nel pensiero kantiano il problema che aveva abitato la filosofia moderna da Cartesio in poi: il significato della realtà nella sua totalità e, quindi, la possibilità di fare della metafisica una scienza. La questione era stata accantonata dall'Illuminismo anglo-francese, che si era dedicato, con aspirazioni scientifiche, a ricerche in campi particolari secondo un criterio utilitaristico sia in ambito conoscitivo sia morale.
Per Kant, la ragione non si limita a dominare il terreno dell'esperienza: anche generando errori e illusioni, essa tende ad agire nell'orizzonte della metafisica:

##### Le tre idee della ragione e le presunte scienze
La ragione, come «facoltà dell'incondizionato» elabora delle idee che non hanno un contenuto ma che esprimono semplicemente l'esigenza umana di cogliere l'assoluto.
Questo bisogno della ragione di andare oltre i limiti dell'esperienza si fonda su tre idee:
- idea dell'anima: intesa come unificazione in una sola totalità di tutti i fenomeni relativi all'io;
- idea del mondo (o cosmo): come unificazione in una totalità dei fenomeni della natura;
- idea di Dio: che tende a unificare in un'unica totalità assoluta e necessaria tutti gli oggetti del pensiero.

A ciascuna di queste tre idee Kant associa una presunta scienza (ma in realtà metafisica) che, procedendo erroneamente oltre i limiti del pensiero, giunge a conclusioni sbagliate.
- L'anima è studiata dalla psicologia razionale che è fondata, secondo Kant, su un paralogismo, cioè su un ragionamento errato che consiste nell'applicare la categoria di sostanza all'io penso rendendolo così una realtà eterna, spirituale, immortale, incorruttibile e personale. In realtà l'io penso è un'unità formale che non ha nessuna prova empirica e di cui quindi non è possibile conoscere nulla, ma è soprattutto una funzione logica a cui non si possono applicare le categorie che agiscono solo sugli elementi di derivazione empirica.
- Il mondo è studiato dalla cosmologia razionale che pretende di riuscire a spiegare il cosmo nella sua totalità, cosa irrealizzabile a partire dal fatto che è impossibile avere un'esperienza di tutti i fenomeni, ma si può avere solo di alcuni. Pertanto i metafisici, quando tentano di spiegarlo, cadono in procedimenti razionali contraddittori con sé stessi (antinomie) e cioè due ragionamenti egualmente validi e dimostrabili dal punto di vista razionale, ma opposti tra di loro e tra cui è quindi impossibile operare una scelta poiché manca un criterio valido.[26]
- Prima antinomia

Finito ↔ Infinito
- Tesi: il mondo ha un inizio nel tempo e, nello spazio, è chiuso dentro limiti.
- Antitesi: Il mondo è infinito sia nel tempo che nello spazio.

Nella dimostrazione Kant fa riferimento alla categoria della qualità.
- Seconda antinomia

Divisibilità ↔ Indivisibilità
- Tesi: ciascuna cosa è composta da parti semplici che costituiscono altre cose composte da parti semplici.
- Antitesi: non esiste nulla di semplice, ogni cosa è complessa.

Nella dimostrazione Kant fa riferimento alla categoria della quantità.
- Terza antinomia

Libertà ↔ Causalità
- Tesi: La causalità secondo le leggi della natura non è la sola da cui possono essere derivati tutti i fenomeni del mondo. È necessario ammettere per la spiegazione di essi anche una causalità per la libertà.
- Antitesi: Nel mondo non c'è nessuna libertà, ma tutto accade unicamente secondo leggi della natura.

Nella dimostrazione Kant fa riferimento alla categoria della relazione
- Quarta antinomia

Dio causa prima ↔ Natura incausata
- Tesi: esiste un essere necessario che è causa del mondo.
- Antitesi: non esiste alcun essere necessario, né nel mondo né fuori dal mondo che sia causa di esso.

Nella dimostrazione Kant fa riferimento alla categoria della modalità.
- Dio è invece l'oggetto di studio della teologia razionale, ma è al tempo stesso una concezione che trae le proprie origini da semplici passaggi razionali e non empirici. Per tanto nulla può essere detto sulla sua natura, ma i teologi hanno elaborato, per colmare questa mancanza, tre prove dell'esistenza di Dio:
  - Ontologica: Questa dimostrazione di Dio viene proposta per la prima volta da Sant'Anselmo d'Aosta. Delle tre prese in considerazione da Kant, questa è forse la più raffinata dal punto di vista logico, basandosi su di un solido ragionamento deduttivo a priori. Se Dio viene definito come l'essere perfettissimo, del quale non si può pensare niente di maggiore, non può esistere solo nella mente ma anche nella realtà. Da ciò segue che non si può pensare Dio come essere perfettissimo, senza postulare la sua esistenza, in quanto potrei pensare a un essere uguale, ma non esistente nella realtà, ma questa è una contraddizione interna al mio ragionamento, perciò Dio deve esistere anche nella realtà. Kant dice che questo ragionamento si basa su di un salto mortale metafisico, che dal piano logico passa al piano ontologico. L'idea di perfezione non contiene al suo interno l'esistenza, che quindi non può essere dedotta a priori, ma solamente a posteriori; Anselmo considerava l'esistenza un predicato, mentre è un quantificatore, come dimostrato da Gottlob Frege nei suoi Scritti postumi del 1986.
  - Cosmologica: La prova cosmologica dell'esistenza di Dio si basa sulle cinque vie di San Tommaso d'Aquino. Queste si basano sulla logica aristotelica. È evidente che il mondo sia regolato sul principio di causa-effetto, e risalendo a ritroso la catena causale si deve ammettere la presenza di una causa prima incausata, poiché se non esiste la causa, non esisterebbe l'effetto, ma se esiste l'effetto, deve necessariamente esistere la causa, che coincide con Dio. Kant sostiene che questo argomento è fondato sull'errata applicazione della categoria di causalità, utilizzata per passare dal mondo fisico-fenomenico al piano metafisico. Inoltre questa dimostrazione di Dio richiama implicitamente la prova ontologica, in quanto la causa è necessaria e perfetta non può fare a meno di esistere;
  - Fisico-teologica o Teleologica: Delle tre, questa è la prova più intimamente accettabile, poiché afferma l'esistenza di una realtà ordinata e strutturata, deve esserci una mente ordinatrice, che viene associata con Dio. Per spiegare l'ordine della natura, bastano le sole leggi scientifiche e non un essere metafisico. Da questo punto di vista, basterebbe soltanto un dio ordinatore e non creatore, quindi il Demiurgo platonico e non il Dio creatore cristiano. Perciò si ricade nella prova cosmologica, in quanto questo essere sarebbe la causa della natura (tesi già anticipata da Hume - autore ben presente a Kant - nei "Dialoghi sulla religione naturale", aggiungendo che l'argomento teleologico, basandosi sull'analogia tra mondo e macchina, implicherebbe l'esistenza di una molteplicità di ordinatori; infatti, più è grande una "macchina", di più artefici necessita).

L'uomo ha sempre preteso di dimostrare l'esistenza di un Essere che abbia le stesse caratteristiche del mondo (mirabile, saggiamente conformato, ecc.), ma trascura che queste caratteristiche sono determinate e relative a noi, che in quanto finiti non possiamo fare esperienza dell'infinito – ed è in fondo anche per questo motivo che il pensiero critico kantiano può essere definito "ermeneutica della finitudine", interpretazione del finito o filosofia del limite.

Kant però non assume una posizione atea né agnostica, in quanto non nega l'esistenza di Dio ma semplicemente la possibilità di dimostrarla, e ciò proprio con l'intento di salvare la fede. Secondo Kant, infatti, l'unico modo per sconfiggere lo scetticismo consiste nel mettere in salvo le verità metafisiche dal fallimento dei tentativi di dimostrarle razionalmente, approdandovi per una via diversa da quella teoretica. «Ho eliminato la scienza per far posto alla fede» scriverà nella prefazione alla seconda edizione della Critica della ragion pura. La figura di Dio e le altre verità metafisiche saranno quindi oggetto di altri ambiti, di cui si occuperà la Critica della Ragion Pratica.
All'interno della pura speculazione filosofica invece, le idee trascendentali o metafisiche non hanno una funzione costitutiva ma soltanto regolativa. Esse rappresentano una sorta di idea limite verso le quali dirigere la conoscenza del mondo. Il concetto di noumeno perde così il suo attributo di esistenza, e rappresenta solo il concetto limite di ogni nostra idea, assumendo soltanto valenza logica. Per questo la filosofia kantiana viene chiamata filosofia del limite.
Su queste basi Kant opera un nuovo concetto di metafisica come "scienza dei concetti puri", intendendo ovvero la dialettica come "studio delle idee" (significato ripreso da Platone ma in senso trascendentale). Questa è divisa in "metafisica della natura", che studia i principi a priori della conoscenza della natura, e "metafisica dei costumi", che studia i principi a priori dell'azione morale.

## LaCritica della ragion pratica
Contrapposta alla ragione teoretica è la ragione pratica. Una volta negata la possibilità di un mundus intelligibilis, Kant non può che distinguere, secondo l'analisi eseguita sulla ragion pura, il mondo in fenomeno e cosa in sé: viene così introdotta l'ipotesi di un'unità morale.
La morale che propone Kant è uno studio sul giusto agire degli uomini, che non prescinde dalle regole dettate dalla ragione, ossia l'etica per essere giusta deve seguire i percorsi della ragione pratica: questa è pur sempre ragione, anche se non teoretico-speculativa.
In particolar modo Kant introduce il concetto di imperativo categorico, ovvero un comportamento è da considerare morale in modo categorico "senza possibilità di smentita" quando è universalmente riconosciuto, giusto in ogni momento e in ogni situazione umana. Questo comportamento diventa allora vincolante per la morale di tutti gli uomini, e una sua mancata applicazione significherebbe un comportamento immorale.
L'idea è che l'uomo possa farsi guidare dalla ragione non solamente nel campo delle scienze, ma anche nel campo della pratica morale dell'etica. In particolare l'imperativo categorico, che deve guidare l'uomo come necessità volontaria, non è una costrizione, ma un aderire a una legge razionale, che l'uomo stesso ha riconosciuto per mezzo della propria ragione.

### L'etica e l'imperativo categorico
Kant distingue fra massime e imperativi. Le massime sono prescrizioni di carattere puramente soggettivo (es. vendicarsi delle offese subite), invece gli imperativi sono prescrizioni di carattere oggettivo. Le massime sono principi soggettivi, gli imperativi invece sono principi oggettivi.
Gli imperativi a loro volta si suddividono in imperativi ipotetici e in imperativi categorici.
I primi si presentano nella forma "se... allora": possono essere regole dell'abilità (se vuoi essere un bravo medico devi...) o consigli della prudenza (se vuoi raggiungere il benessere devi...).
Il rischio di una morale utilitaristica come quella cui più tardi pervenne l'inglese Bentham, portò il filosofo tedesco a cercare il fondamento della morale in un comando non condizionale, l'imperativo categorico.

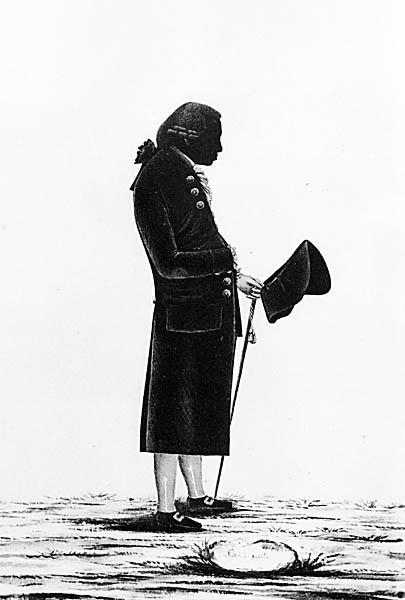
Silhouette di Kant

Dimostrato che la ragione che pretende di parlare dell'incondizionato cade in contraddizione, una fondazione razionale e non contraddittoria della morale doveva escludere un imperativo non condizionale. Kant arriva a concludere che l'etica deve, e può, essere fondata razionalmente - seppur in modo diverso dalla conoscenza - purché si basi su un imperativo categorico che la volontà deve darsi liberamente.
Il fondamento dell'etica è lo stesso che fonda la ragione, quel principio di non contraddizione scoperto da Aristotele, che, prima che una legge logica, è una legge etica dell'Io. Una vita conforme alla ragione equivale a un obbligo di coerenza che vale sia nel pensiero sia nell'essere. L'Io è libero di negare questo principio, ma si limita a vivere nel mondo dell'opinione (non razionale) e della stoltezza (non etico).
Kant parte dalla volontà di dimostrare che l'io è legato al rispetto dell'etica, che considera un giudizio sintetico a priori che la ragione, dunque, conosce e può dimostrare. Lo vuole dimostrare perché è convinto che l'io è legato al rispetto dell'etica, quanto lo è del paradosso della sofferenza del giusto.
Non stupisce che Kant affermi l'esistenza di un imperativo categorico o voce della coscienza, simile al demone socratico, che universalmente in ogni individuo spinge al rispetto di regole morali universali, che si traducono in azioni differenti fra i vari contesti. Così il giudizio etico come il giudizio estetico varia nel tempo e a seconda della situazione, ma è sempre riconducibile in ogni individuo all'applicazione di regole universali che fanno agire per il giusto e contemplare per il bello, senza variare da individuo a individuo: le regole etiche ed estetiche sono le stesse in ogni individuo ed egualmente la loro applicazione: qualunque individuo purché razionale, nella stessa situazione, avrebbe fatto la stessa cosa e considerato bella una certa opera.
La ragione diventa l'ambito dell'universalità di tutti i giudizi, etici ed estetici, del loro tradursi in atti pratici. Il metro di valutazione del giusto può variare al massimo da una generazione di umani a un'altra, ma le regole alla base rimangono comuni, perché trascendentali a ogni spazio e a ogni tempo. Come si vede, le scelte etiche e la fruizione del bello sono ricondotti a principi collettivi: Kant non ha mai parlato dell'io singolare (sé stesso o gli altri); quando parlava dell'io, si riferiva sempre all'io trascendentale.
Un'etica con principi indipendenti dallo spazio e dal tempo è posta in essere dall'io, pur venendo prima (ossia a priori) dell'io. L'applicazione dei principi dipende invece dallo spazio e dal tempo, dal contesto in cui l'io si trova ad agire; tuttavia, spazio e tempo sono anch'essi realtà trascendentali, rispetto agli individui: l'etica dipende dallo spazio-tempo solamente in un contesto universale, comune a tutti (intersoggettivamente); nei sogni, che sono uno spazio-tempo soggettivo, diverso fra individui, ognuno è libero dall'etica entro certi limiti. Se l'individuo non domina su questa etica, poiché l'io soggiace a principi universali, nemmeno ne è dominato, dato che l'io è il protagonista del Regno dei Fini dove ogni persona è il fine delle azioni degli altri.
Scontrandosi con l'affermazione della libertà dell'uomo, l'etica kantiana non ha trovato esseri che agiscono necessariamente per il giusto; ha creato un ambito, quello della ragione, in cui l'io entrato liberamente ha accettato di "farsi costringere" dalla ragione al rispetto di certe regole, pena la perdita del godimento del bello che è negato ai bruti e di una consolante universalità dell'agire umano.
L'imperativo categorico in questo sistema è un principio oggettivo, non dimostrabile; per Kant era prima di tutto un dato di fatto ("ein Faktum der Vernunft"), come lo era per il pietismo tedesco, da lui assimilato con la forte educazione materna basata su un senso etico molto potente.
Filosofiche sono però le conseguenze, ovvero tre postulati da ammettere come condizioni ineludibili di un agire coerente, secondo i quali:
- sarebbe contraddittoria una ragione che comanda cose che siamo costretti a raggiungere, da cui la fondazione della libertà della volontà umana;
- sarebbe contraddittoria una ragione che comandasse cose irraggiungibili, la cui affermazione si scontrerebbe con il paradosso della sofferenza del giusto, e richiede perciò una vita ultraterrena nella quale si afferma la giustizia fra gli "io", ripagando le ingiustizie, bloccando l'attività degli ingiusti, riservando il tempo e la libertà a chi ha scelto dalla parte della ragione di vivere secondo giustizia: da cui l'immortalità dell'anima;
- l'esistenza di un Dio, più forte degli altri "io", con il ruolo di dare compensazione alle ingiustizie terrene e privare gli empi della libertà, impedendo il ripetersi di soprusi ultraterreni che riproporrebbero la contraddizione all'infinito; una divinità la cui azione si svolgerebbe principalmente o esclusivamente nell'altra vita, sensibilmente diversa dalle concezioni tradizionali che non concepirono mai una sorta di "Provvidenza ultraterrena".

L'imperativo categorico è pertanto un dato di fatto, un fatto della ragione. È un principio, che come  "giudizio sintetico a priori pratico, si impone come un comando di razionalità pratica, che proviene dalla ragione in quanto essa è universale. Nel conformarsi al suo dettato, la ragion pratica, cioè la volontà, che non è più vincolata dai limiti fenomenici in cui si trovava a operare la ragione teoretica, sa attingere pertanto (a differenza di quest'ultima) all'Assoluto, perché obbedisce soltanto alle leggi che scopre dentro di sé ("sic volo sic iubeo").
L'uomo si ritrova così a essere "cittadino di due mondi": in quanto dotato di sensi, egli appartiene a quello naturale, e perciò è sottoposto alle leggi fenomeniche di causa-effetto; in quanto essere razionale, però, l'uomo appartiene anche al cosiddetto noumeno, cioè il mondo com'è in sé indipendentemente dalle nostre sensazioni o dai nostri legami conoscitivi, e perciò in esso egli è assolutamente libero: di una libertà che si manifesta nell'obbedienza alla legge morale che lui stesso ha riconosciuto in se stesso come principio sintetico a priori pratico.

## LaCritica del giudizio
La critica del giudizio analizza il sentimento attraverso una visione finalistica. I giudizi qui trattati costituiscono il campo dei giudizi riflettenti, i quali si limitano a riflettere su una natura già costituita mediante i giudizi determinanti e a interpretarla secondo le nostre esigenze di finalità e armonia. Mentre i giudizi determinanti sono oggettivamente validi, quelli riflettenti esprimono un bisogno che è tipico di quell'essere finito che è l'uomo.
La critica del giudizio quindi è un'analisi dei giudizi riflettenti.
I giudizi riflettenti sono di due tipi: estetici e teleologici, ed entrambi ci pervengono a priori.
- I giudizi estetici vengono vissuti immediatamente e intuitivamente dalla nostra mente in relazione con l'oggetto e riguardano la bellezza dell'oggetto. È il sentimento che ci pervade quando rimaniamo estasiati dal bello. Questo è la chiave che la natura ci offre per farci scoprire, attraverso il simbolo della bellezza naturale, la sua finalità morale e la realtà di Dio, sommo Bene:

(Immanuel Kant, Critica del giudizio, 1790)
- I giudizi teleologici invece pervengono al fine dell'oggetto in relazione al mondo attraverso un ragionamento. Per esempio riflettendo sullo scheletro di un animale diciamo che esso è stato prodotto al fine di reggere l'animale. Il giudizio teleologico è il sentimento che ci pervade quando avvertiamo un'intima consonanza tra i fenomeni della natura e le nostre finalità etiche.

### Il giudizio estetico
Kant nella Critica del giudizio analizza il bello dandone quattro definizioni, che delineano altrettante caratteristiche:
- il disinteresse: secondo la "qualità" un oggetto è bello solo se è tale disinteressatamente, quindi non per il suo possesso o per interessi di ordine morale, utilitaristico ma solo per la sua rappresentazione;
- l'universalità: secondo la "quantità" il bello è ciò che piace universalmente, condiviso da tutti, senza che sia sottomesso a qualche concetto o ragionamento, ma vissuto spontaneamente come bello;
- la finalità senza scopo: secondo la "relazione" un oggetto è bello non perché sia il suo scopo esserlo ma perché un oggetto bello è tale nella sua compiutezza anche se non esprime alcun fine;
- la necessità: secondo la "modalità", è bello qualcosa su cui tutti devono essere d'accordo necessariamente senza alcuna giustificazione razionale; anzi, Kant pensa che il bello sia qualcosa che si percepisce intuitivamente: non ci sono quindi "principi razionali" del gusto, tanto che l'educazione alla bellezza non può essere insegnata in un manuale, ma solo attraverso la contemplazione stessa di ciò che è bello.

Ovviamente Kant cerca di far luce sull'universalità del bello facendo la distinzione tra il piacevole legato ai sensi e quindi dato da giudizi estetici empirici privi di universalità e il bello come piacere estetico puro che invece non subisce condizionamenti di alcun tipo (quindi universale); tra bellezza aderente riferita a un determinato modello (come un edificio o un abito, o una persona) e bellezza libera, appresa senza alcun concetto come la musica senza testo (ovviamente solo quest'ultima è universale).
Il filosofo, trovandosi di fronte al problema della legittimazione dell'universalità del giudizio estetico, decide di spiegarlo affermando che quest'ultimo nasce dal libero giuoco tra immaginazione (irrazionale) e intelletto (razionale); questo meccanismo, uguale in tutti gli uomini, dimostra che il gusto gode di universalità.
La "rivoluzione copernicana", operata nella Critica della ragion pura, si ripropone nella Critica del Giudizio: il bello non è più qualcosa di oggettivo e ontologico, ma l'incontro tra spirito e cose, attraverso la mediazione della nostra mente; infatti,secondo la rivoluzione copernicana di Kant, è sempre il soggetto il centro di ogni cosa.
Il giudizio riflettente riguarda la soggettività e la sfera estetica, mentre quello determinante, proprio della conoscenza oggettiva (già analizzata nella Critica della ragion pura), ha come finalità il perseguimento del “vero” e non del “bello”. Entrambi però hanno un principio comune, perché: «Il Giudizio in generale è sempre una facoltà di pensare il particolare come parte dell'universale ed è obbligato a risalire dal particolare della natura all'universale».
Il rapporto del particolare all'universale è perciò “dovuto” e quindi necessario e da ciò lo stretto rapporto tra il pensiero estetico e quello teleologico.
Il "principio di finalità della natura" contraddistingue il giudizio estetico, ma costruisce anche il principio attraverso il quale si possono fondare le scienze empiriche della natura che non sono state spiegate dalla rigorosa analisi epistemologica presente nella "Critica della ragion pura", la quale unicamente riguardava la matematica pura e la fisica pura. Tuttora questi aspetti epistemologici del "principio di finalità della natura" costituiscono un riferimento importante per la relazione che intercorre, in Kant, tra scienze pure e scienze empiriche. Inoltre "il principio di finalità della natura" costituisce il fondamento su cui si fondano l'induzione e l'analogia.
La natura in Kant è pura immanenza, non ha perciò caratteri di universalità e necessità,  perché si manifesta nel disomogeneo, nel differenziato, nel molteplice e nel particolare. Però nel giudizio viene sempre subordinata all'universale, quindi al divino che l'ha creata. Il sentimento individuale dà un giudizio estetico che è sempre solo soggettivo, ma tende all'unità oggettiva del trascendente. Elevandosi sopra la percezione sensibile va verso la contemplazione del trascendente.
Il concetto di bellezza va perciò riferito a un'idealità che è possibile definire e codificare in un canone, con il sentimento che deve sempre essere pilotato dalla ragione. La bellezza che si deve cercare è sempre quella “ideale”, che non può mai essere qualcosa di “incerto; il vero bello è sempre “definito” e fissato per il suo fine oggettivo e razionale. Kant così afferma che la bellezza teleologica è un a-priori e che: «La bellezza si esprime come la forma finalizzata dell'oggetto, percepita non in vista di alcun scopo pratico.» Perciò il sentire estetico, per quanto basato sulla libertà individuale, è veramente tale se mira alla necessità della sfera ideale e universale, in modo da sottrarsi all'accidentalità del particolare.

Nella Analitica del sublime, prima parte (2º Libro) della Critica del giudizio, Kant spiega, rifacendosi a precedenti teorie del sublime, che il sentimento va razionalizzato in un'analisi rigorosa: il sublime nasce peraltro da un libero Giuoco tra immaginazione ragione. Secondo Kant vi sono due tipi di sublime, il “matematico” e il “dinamico”, che vanno distinti: il matematico è uno stato sintonico con l'infinito, il dinamico è il senso dell'inadeguatezza rispetto a un “troppo”. Il sentimento del sublime è quindi un sentimento dell'«assolutamente grande» attraverso una «dinamica dell'animo», mentre quello del bello «mette l'animo in una stasi contemplativa» Entrambi così danno piacere, ma di diverso genere e intensità.
Il sublime, assai più del bello, va “oltre” gli aspetti della natura immanente e, riferendosi alle idee della ragione (libertà, immortalità dell'anima e esistenza di Dio) si rapporta alla trascendenza del divino.

## La filosofia della storia
La prima opera d'interesse per la concezione della filosofia della storia in Kant è l'Idea per una storia universale dal punto di vista cosmopolitico  del 1784. Compaiono nel titolo le concezioni illuministe della storia considerata universale, nel senso che si prescinde dalle singole storie delle singole nazioni, volendo indicare la storia come appartenente a tutti gli uomini senza distinzioni: quindi essa non può essere che universale e cosmopolita così come nel suo Saggio sui costumi la definiva Voltaire, a cui d'altronde risale anche l'espressione filosofia della storia (in La philosophie de l'histoire del 1765).
La riflessione kantiana sulla storia troverà poi un ulteriore approfondimento nello scritto Per la pace perpetua: un progetto filosofico del 1795, dove si terrà conto della situazione storica contemporanea profondamente mutata con lo scoppio della Rivoluzione francese.
Il discorso sulla filosofia della storia troverà infine la sua conclusione ne  Il conflitto delle facoltà (1798), dove si analizza lo scontro tra le facoltà universitarie per conquistare il primato nel mondo accademico. Quest'ultimo scritto sembrerebbe estraneo al tema della filosofia della storia se non si considerasse quanto dice Kant in un breve frammento: «Se il genere umano sia in costante progresso verso il meglio.» Qui comincia ad apparire una certa vena di scetticismo per cui Kant inizia, con la visione del Terrore giacobino sotto gli occhi, ad avere dei dubbi sull'effettivo valore della Rivoluzione francese.

### Idea per una storia universale...
In particolare nell'Idea per una storia universale... Kant afferma che «poiché gli uomini, nei loro sforzi, non si comportano semplicemente in modo istintivo, come gli animali, ma neppure in modo prestabilito [...] di loro non pare possibile una storia sistematica, come ad esempio quella delle api o dei castori» per cui non esiste una storia progressiva ed eterna, quasi regolata da quelle stesse leggi che regolano la natura, poiché l'uomo è in grado di costruire liberamente la sua storia ma non è detto che lo faccia perseguendo il bene. Aggiunge Kant: «non si può trattenere un certo fastidio a vedere rappresentato il loro [degli uomini] fare e omettere sulla grande scena del mondo, e pur con l'apparenza, di tanto in tanto, della saggezza [...] si trova il fare e omettere intessuto di vanità infantile», tanto che le azioni umane, sia pure talora guidate dalla razionalità, il più delle volte sembrano dirette a mettere in opera il male, quasi senza rendersene conto, come fanno i bambini nella loro ingenuità. Allora «Per il filosofo non c'è altra via d'uscita [...] che quella di tentare se, in questo assurdo andamento delle cose umane, possa scoprire uno scopo della natura»: il filosofo cioè non può rinunciare ad avere fiducia negli uomini e quindi si domanda se alla fine, nonostante l'infantile e stupido agire degli uomini, non vi sia una sorta di laica provvidenza storica che, incarnatasi nella natura, guidi gli uomini e le loro azioni verso i migliori fini («tutte le disposizioni naturali di una creatura sono destinate a dispiegarsi un giorno in modo completo e conforme al fine»). Una storia dove gli uomini come marionette sono manovrati per mettere in atto «una storia secondo un determinato piano della natura» che persegue i suoi fini anche contro la stessa volontà degli uomini.

### Il conflitto delle facoltà
Dubitando che «il genere umano sia in costante progresso verso il meglio», quale sarà allora, si chiede Kant, il futuro della storia umana? Ragionevolmente si possono ipotizzare tre strade:
- quella terroristica: una storia cioè indirizzata al sempre peggio, con una conclusione visionaria apocalittica e con la vittoria dell'Anticristo, che segni la fine della storia.

Concezione questa poco accettabile, poiché in questo modo la storia «distruggerebbe se stessa» a meno che non la si intenda come millenarismo, per cui dalla massima negatività e dalle macerie della vecchia storia non avvenga la nascita di una nuova e migliore storia;
- quella abderistica, della follia e stupidità degli abitanti di Abdera. Gli uomini si aggirano in una storia senza senso, in un guazzabuglio caotico compiendo azioni insensate: «si rovescia - dice Kant - il piano del progresso, si costruisce per poter abbattere». Come il mitico Sisifo, gli uomini si affannano a costruire l'edificio della storia che però essi stessi distruggeranno, per ricominciare poi daccapo.

Una storia ferma quindi, che si muove per tornare sui suoi stessi passi. Una storia naturale come quella degli animali, che non può essere progressiva perché dominata dall'istinto che li guida sempre allo stesso modo; una storia questa che non può appartenere agli uomini perché essi seguono nelle loro azioni il lume della ragione.
- quella eudemonistica, quella felicemente, ma non inevitabilmente, progressiva. Poiché l'uomo è libero, osserva Kant, non è detto che egli scelga sempre e comunque di realizzare il bene, per cui «quand'anche fosse provato che il genere umano [...] abbia a lungo progredito e possa ancora progredire [...], nessuno può sostenere che non possa ora iniziare il suo regresso».

L'uomo è un legno storto, una mescolanza di bene e male, che rende difficile, ma tuttavia non impossibile, una visione ottimistica della sua storia. Kant vuole a tutti i costi avere fiducia nell'uomo e cerca riscontri in avvenimenti storici che confortino la sua speranza che da un legno storto possa nascere un albero dritto.
Questo evento storico che possa dare conforto alla fiducia in una storia progressiva Kant lo identifica nella Rivoluzione francese, che va considerata in modo distaccato - secondo un giudizio storico, avrebbe detto Benedetto Croce - e non lasciandoci trascinare da un passionale giudizio morale che ce la farebbe considerare come una congerie di «fatti e misfatti». Una giusta visione sarà quindi quella per cui «La Rivoluzione di un popolo di ricca spiritualità [...] può riuscire o fallire, essa può accumulare miseria e crudeltà tali che un uomo benpensante esiterebbe a ripeterla», ma essa «trova negli spiriti di tutti gli spettatori [...] una partecipazione e aspirazione che rasenta l'entusiasmo». Questo consenso universale è il segno che anche un fatto storico così imbevuto di violenza segna comunque un progresso della storia.

## La libertà politica

### Il Diritto
Secondo Kant, il diritto è «l'insieme delle condizioni, per mezzo delle quali l'arbitrio [intendendosi per «arbitrio» la facoltà del consociato di desiderare e conseguire il suo oggetto] dell'uno può accordarsi con l'arbitrio di un altro secondo una legge universale della libertà».
La libertà di ognuno coesiste con la libertà degli altri.
Ovviamente l'uomo kantiano non può non avere bisogno di un padrone, data la facilità con cui cede all'istinto egoistico. Ma il padrone non è un altro uomo, bensì il diritto stesso.
Kant analizza l'uomo e in lui trova una tendenza egoistica, ovverosia una "insocievole socievolezza".
(Immanuel Kant, Idea per una storia universale dal punto di vista cosmopolitico, 1784)
Alla fine dunque gli uomini tendono a unirsi in società, ma con una riluttanza a farlo davvero, con il rischio di disunire questa società. In poche parole: si associano per la propria sicurezza e si dissociano per i propri interessi.
Ma è proprio questa conflittualità a favorire il progresso e le capacità del genere umano, perché lottano per primeggiare sugli altri, come gli alberi: «si costringono reciprocamente a cercare l'uno e l'altro al di sopra di sé, e perciò crescono belli dritti, mentre gli altri, che, in libertà e isolati fra loro, mettono rami a piacere, crescono storpi, storti e tortuosi».

### La libertà e i limiti dello Stato
Kant non ignora affatto le tesi lockiane sul liberalismo (di cui il filosofo inglese può essere considerato il fondatore),perché anche egli afferma che lo Stato mira a garantire la libertà di ogni persona contro chiunque altro. Kant pertanto può essere considerato un pensatore liberale: anzi la sua filosofia costituisce uno dei punti di vista più alti del pensiero liberale. Kant delinea uno "Stato repubblicano" che si basa su "Tre principi della ragione":
- La Libertà (in quanto uomo).
- L'Uguaglianza di tutti quanti di fronte alla legge (in quanto sudditi).
- L'Indipendenza dell'individuo (in quanto cittadino).

Questa visione dello Stato va in conflitto con un qualsiasi dispotismo presente, anche paternalistico. Contrariamente all'ammirazione dei filosofi a lui contemporanei per i cosiddetti sovrani illuminati, Kant diffida della politica che ha come guida l'uso della forza:
(Immanuel Kant, Per la pace perpetua, 1795)
Secondo Kant infatti, «un governo paternalistico è il peggiore dispotismo che si possa immaginare», dato che costringe i sudditi ad attendere che il capo dello Stato giudichi solo mediante la sua bontà.
C'è solo una soluzione a questo problema: «essere liberi per poter esercitare le proprie forze nella libertà».

## Teologia
Un interesse specifico Kant ebbe per la teologia, di cui è intrisa la sua speculazione. Ne sono chiara testimonianza le numerose opere di carattere teologico come L'unico argomento possibile per la dimostrazione dell'esistenza di Dio pubblicato nel 1763, la Ricerca sulla chiarezza del principio della teologia naturale e della morale (1764), Sull'uso dei principi teologici nella filosofia del 1788, La religione entro i limiti della semplice ragione pubblicato nel 1793, una Dottrina filosofica della religione (uscita postuma nel 1817).
Ma è tutto il suo pensiero a essere fondato sulla realtà di Dio e sul modello morale da Lui posto come itinerario verso la santità morale. In La religione nei limiti della semplice ragione Kant riassume in funzione religiosa il suo metodo, già preparato nelle precedenti Critica della ragion pura e nella Critica della ragion pratica, per arrivare a definire la sua filosofia cristiana, fondata sull'idea morale dell'Imperativo come dovere dell'uomo di diventare degno di Dio.
Nella Critica della ragion pratica riserva pagine dure a coloro che, praticando i consigli evangelici, si distaccano dal dovere comune.

### Deismo e teismo
Lo stesso Kant riguardo alla religione distingue il deismo dal teismo:
Il primo concede che noi possiamo conoscere, con la nostra pura ragione, l’esistenza di un essere originario, ma ritiene che il concetto che ne abbiamo sia puramente trascendentale: che sia cioè soltanto di un essere, la cui realtà è totale, ma non ulteriormente determinabile.
Il secondo sostiene che la ragione è in grado di determinare ulteriormente tale suo oggetto in base all’analogia con la natura: e cioè di determinarlo come un essere, che in forza di intelletto e di libertà contiene in sé il principio originario di tutte le altre cose.»
Fra le varie religioni rivelate, per Kant, il Cristianesimo, in particolare, ha entrambe le caratteristiche del teismo – poiché concepisce la divinità come persona dotata d'intelletto e volontà – e del deismo, poiché ritiene di poter conoscere Dio con la ragione.
Il cristianesimo quindi è utile ed accettabile poiché: 
Alcuni critici hanno messo in evidenza la relazione della concezione religiosa kantiana con il deismo mentre altri hanno dimostrato come la religione morale kantiana si allontani dal deismo e pervenga al teismo.
È stato infine sottolineato come Kant nella sua La religione entro i limiti della semplice ragione abbia ridotto il sentimento religioso alla razionalità, la religione alla morale e questa al cristianesimo.

### La perfezione morale
Ne La religione entro i limiti della semplice ragione Kant afferma che l'umanità tende a Dio per il dovere di realizzare la "perfezione morale". L'uomo morale è santo, «È il solo gradevole a Dio». Ma proprio in questo scritto propone il concetto del male radicale, sull'impossibilità di raggiungere un simile scopo con le sole nostre forze e senza ricorrere a un «completamento soprannaturale» tramite la grazia divina.
In un tardo scritto dell'Opus postumum scrive che Dio farà in modo che si realizzi il suo regno anche sulla Terra, però anche l'uomo deve fare la sua parte «Ma non è permesso all'uomo di restare inattivo e di lasciar fare alla Provvidenza [...]. Il compito degli uomini di buona volontà è "Che venga il regno di Dio e sia fatta la sua volontà sulla terra.»
In una lettera al suo grande amico Stäudlin nel maggio del 1793 afferma che tutto il suo lavoro speculativo è rivolto alla riforma della filosofia in funzione della religione, perché il fondamento della propria formazione culturale è «principalmente nelle cose di religione»

## Contributi nell'astronomia
Una certa fama postuma venne a Kant dalla sua ipotesi cosmogonica esposta nel 1755 nell'opera Storia universale della natura e teoria del cielo, dove propose la teoria del collasso di una nebulosa per spiegare la formazione del Sistema solare. La teoria venne poi ripresa e rielaborata da Laplace ed è diventata nota come ipotesi di Kant-Laplace. La tesi durante tutto l'Ottocento ebbe molto credito ma nel Novecento risultò superata dalla nuova astrofisica. Inoltre egli pensò anche alle galassie quali "Universi-Isola" ma in modo impreciso e vago. C'è qualcuno che attribuisce anche a Kant di aver precorso la definizione del concetto di buco nero. Egli affermò: «Se l'attrazione agisce sola, tutte le parti della materia dovrebbero avvicinarsi sempre più, e diminuirebbe lo spazio che occupano le parti unite, di modo che si riunirebbero finalmente in un solo punto matematico».

Come riferisce Georges Lemaitre, Kant descrisse anche le caratteristiche degli abitanti del Sistema Solare, convinto della loro reale esistenza, che teneva distinta da quelle che chiamava "intelligenze angeliche". Secondo la sua teoria, la densità dei pianeti decresce al crescere della distanza dal Sole. Gli abitanti dei pianeti più lontani sono caratterizzati da leggerezza e sottigliezza che li rendono creature più speculative e razionali.

## Concezione della donna
Kant affronta il tema della donna in un esiguo numero di scritti: l'Antropologia del 1798, le Osservazioni del 1764, lo scritto sul Detto comune e la Metafisica dei costumi.
Egli teorizza l'inferiorità della moglie rispetto al marito e il fatto che la donna sia un essere di scarsa razionalità tale da non poter aspirare alla condizione di cittadini attivi. Il movimento femminista degli anni Settanta contestò il pensiero kantiano sulla condizione femminile.

### Concezione del matrimonio
Ne La metafisica dei costumi afferma:

Il matrimonio è descritto come  "un rapporto di uguaglianza di possesso" in cui le parti contrattuali si possiedono reciprocamente, anche dal punto di vista sessuale:
Kant è uno dei primi pensatori a non subordinare il matrimonio al fine unitivo e procreativo proclamato dal tomismo:
L'atto sessuale non è visto come un fare dono del proprio corpo al coniuge, bensì è inteso come l'usare l'altro come cosa e oggetto di godimento. Poiché il corpo è indivisibile, la strumentalizzazione riguarda l'intera persona. La propria umiliazione è compensata e bilanciata dal fatto che l'altra parte fa la stessa cosa al fine di darsi piacere reciprocamente:
In caso di fuga o di adulterio, il coniuge ha diritto di ricondurre l'altra parte "in suo potere", "come una cosa". 
L'etica kantiana condannava l'omosessualità e non ammetteva il divorzio. Tuttavia, senza di fatto differenziare le relazioni eterosessuali da quelle omoerotiche, concepiva il rapporto sessuale come reciproco possesso e il matrimonio come contratto di diritto naturale finalizzato al reciproco godimento delle parti.

## Kant e il kantismo

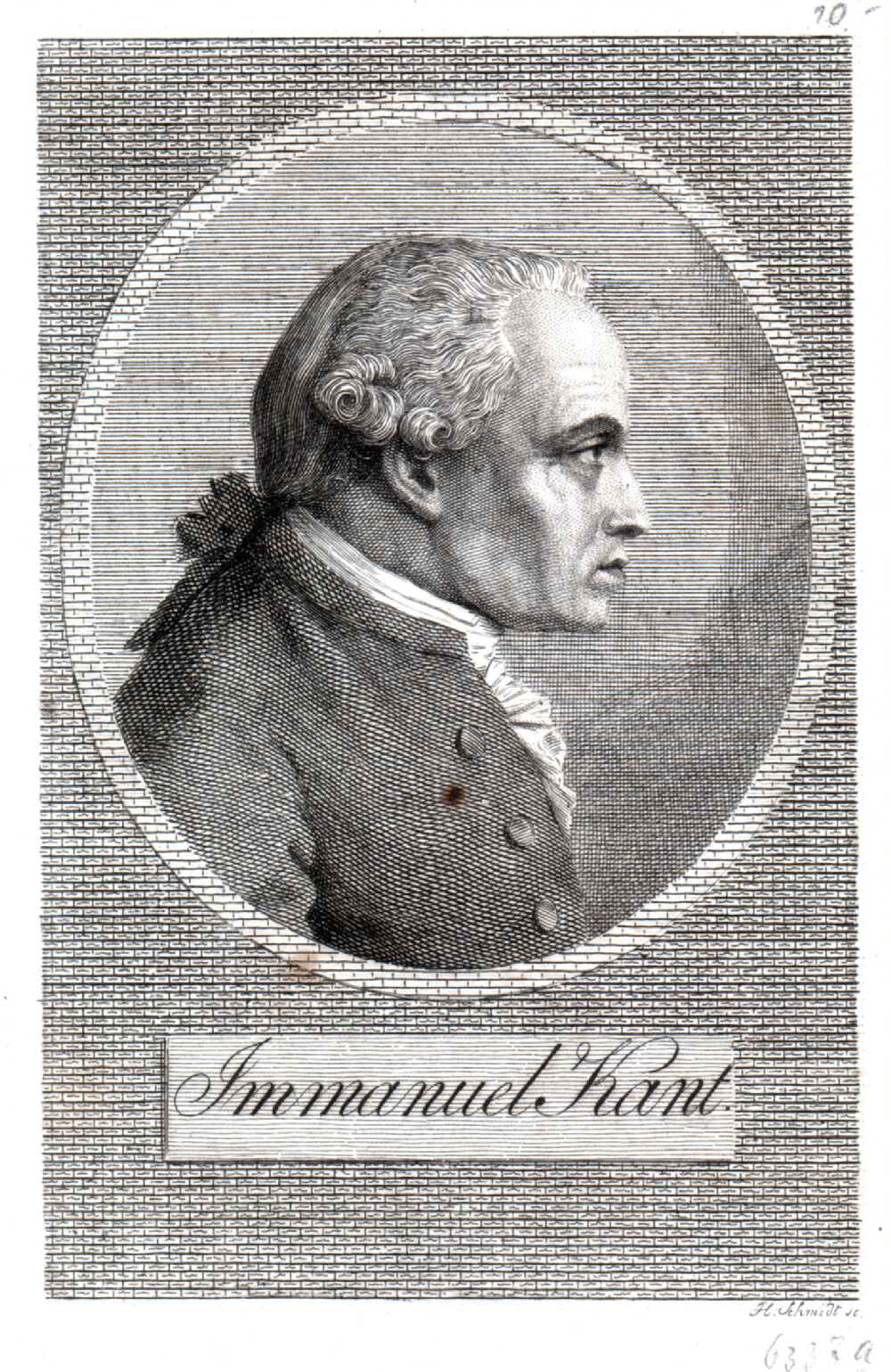
Ritratto di Kant

La fama di Kant, che gli permise di esercitare un notevole influsso sul pensiero europeo a cavallo tra Settecento e Ottocento, è stata tradizionalmente attribuita non solo alla sua capacità di accogliere le istanze provenienti da due tradizioni filosofiche contrapposte come il razionalismo europeo e l'empirismo anglosassone, ma anche di averne tentato una riformulazione in chiave del tutto nuova e originale.
Kant volle armonizzare il ragionamento di tipo matematico con quello di tipo sperimentale e in questo senso si può dire che egli raccoglie l'eredità di Galilei, che tuttavia era essenzialmente uno scienziato. Kant invece lasciò a se stesso il compito di giustificare tale accordo tra matematica ed esperimento sul piano filosofico: compito che Kant si assunse e per questo fu da molti considerato, più che un punto di approdo, come l'inizio di un nuovo modo di filosofare.

### Difficoltà e problemi
La distinzione tra sensibilità e intelletto che ne era conseguita, e che aveva permesso a Kant di ricondurre la conoscenza umana a due fonti separate, fu in particolare al centro di un vivo dibattito, tanto più che essa veniva situata al di qua di un ulteriore dualismo tra fenomeno e noumeno.
Contro l'idealismo di Berkeley Kant aveva infatti ammesso che oltre i limiti del sensibile esistono dei corpi reali, i quali, colpendo la nostra sensibilità, determinano l'insorgere in noi delle rappresentazioni fenomeniche. Ma poiché ogni rappresentazione subisce inevitabilmente l'impronta dell'apparato soggettivo che la riceve, veniva ad aprirsi un salto incolmabile tra le apparenze sensibili (il Fenomeno) e la cosa in sé (Noumeno) quest'ultima restava così del tutto ignota e inattingibile. Fu per questo motivo che Kant ricevette le accuse di fenomenismo e agnosticismo.
Ben presto si pose quindi il problema di come salvare la natura del criticismo affrontando le difficoltà che Kant aveva involontariamente sollevato. Friedrich Heinrich Jacobi per primo mise in evidenza come Kant avesse assegnato al noumeno una funzione causale, l'avesse cioè utilizzato come "causa" dell'insorgere in noi dei fenomeni. Ciò contrastava non solo col carattere inconoscibile della cosa in sé, ma anche con la concezione kantiana della causalità come categoria dell'intelletto valida solo per i fenomeni, mentre Kant l'aveva usata in un ambito che travalicava i fenomeni stessi.

Lo stesso genere di critiche fu mosso anche da Gottlob Ernst Schulze, secondo il quale Kant, postulando la cosa in sé, sarebbe caduto nel dogmatismo che voleva combattere. Kant infatti, ammettendo la necessità di supporre il noumeno, avrebbe fatto derivare dalla pensabilità di un oggetto la sua esistenza, e non sarebbe pertanto riuscito a superare lo scetticismo anti-metafisico di David Hume.
Sul fronte opposto, già con Karl Leonhard Reinhold nel 1787 le critiche a Kant si erano di fatto tramutate in una prospettiva idealistica che mirava esplicitamente a eliminare la cosa in sé. Tra gli altri, Salomon Maimon fu tra coloro che cercarono di dare maggior rigore al criticismo esprimendo l'esigenza di attenersi a ciò che è contenuto nella coscienza, senza andare alla ricerca di fittizie cause esterne; il noumeno ad esempio fu da lui paragonato a un numero immaginario. Sarà poi con Johann Gottlieb Fichte, e ancor più con Friedrich Schelling, che le critiche a Kant assumeranno sempre più una valenza ontologica: l'errore di Kant sarebbe stato infatti quello di partire da una conoscenza necessaria e universale senza basarsi sull'ontologia, ma è proprio da questa che scaturisce il necessario e l'universale. Fichte racchiuse così l'essere dentro l'autocoscienza trasformando la "cosa in sé" nel momento trascendentale di auto-formazione del soggetto.

### Ulteriori sviluppi
Dopo la stagione dell'idealismo tedesco, che con Hegel aveva segnato un netto distacco dalle posizioni del criticismo, nella seconda metà dell'Ottocento il filosofo Otto Liebmann tentò una riproposizione in chiave nuova del kantismo.
Le correnti che si svilupparono in questo contesto fecero capo principalmente alla scuola di Marburgo e a quella di Baden, pur con notevoli differenze rispetto all'originaria impostazione di Kant.
Un riavvicinamento a Kant, tuttavia, si ebbe talora nell'ambito stesso del neohegelismo, come reazione e al tempo stesso continuazione della sua filosofia trascendentale, in un connubio a cui pervennero principalmente gli esponenti dell'idealismo britannico ed italiano.

## Critiche
Secondo Antonio Rosmini, Kant è "l'abisso della filosofia" perché riduce Dio a una mera apparenza soggettiva e inconoscibile di cui non è possibile avere una verità certa e oggettivamente assoluta. Sebbene Bertrando Spaventa abbia definito Rosmini come il "Kant italiano", quest'ultimo lesse le opere di Kant in traduzione latina e sul frontespizio scrisse "vorago orribilis!".
L'apologetica della Neoscolastica coniò l'espressione "veleno kantiano" (venenum kantianum), riferendola anche a Rosmini, per mettere in guardia dalla pericolosità del pensiero di Kant per la formazione dei teologi cattolici.
Il tomismo trascendentale di Joseph Maréchal è il più importante tentativo di conciliare Kant con la filosofia tomista e la teologia cattolica. Esso influenzò notevolmente il modello antropologico-trascendentale di Karl Rahner e quello metodologico-trascendentale di Bernard Lonergan.
Secondo Sofia Vanni Rovighi, riducendo Dio a una idea della ragione, in quanto in sé inconoscibile, Kant ha negato all'uomo il proprio fine essenziale naturale che è la conoscenza di Dio, fine che di diritto spetta secondo il tomismo a qualsiasi sostanza intellettuale e che coincide con la loro perfezione e beatitudine e che reca la gioia.
Oriana Fallaci stimava Kant e al contempo definì il suo pensiero politico come "demagogico" poiché sosteneva che le guerre fossero causate dalle monarchie.